# Alleyrac
Alleyrac település Franciaországban, Haute-Loire megyében. Lakosainak száma 118 fő (2022. január 1.). Alleyrac Le Monastier-sur-Gazeille, Présailles, Saint-Martin-de-Fugères és Salettes községekkel határos.

## Népesség
A település népességének változása:
| Lakosok száma | 264  | 165  | 129  | 121  | 118  | 116  | 117  | 119  | 119  | 118  |
|               | 1968 | 1982 | 1990 | 2006 | 2013 | 2015 | 2017 | 2019 | 2020 | 2022 |